# Jürgen Paas
Jürgen Paas (né le 5 juillet 1958 à Krefeld) est un peintre et sculpteur allemand.

## Biographie
Après des études à la Folkwang Universität auprès de László Lakner, Rudolf Vombek, Franz Rudolf Knubel et Friedrich Gräsel de 1981 à 1987, il fait un an d'études à l'École nationale supérieure des beaux-arts auprès de Jan Voss de 1991 à 1992. De 1995 à 2002, il enseigne à la Folkwang Universität. En 2001, il est chargé de cours en peinture à l'Institut d'art à l'université technique de Dortmund. En 2002, il est un an enseignant à l'université de Cologne.
Jürgen Paas est membre de la Westdeutscher Künstlerbund et de la Deutscher Künstlerbund.